# José Horácio Costa Aboudib Jr.
José Horácio Costa Aboudib Jr. (Cachoeiro de Itapemirim, 6 de março de 1953) é um médico brasileiro.
Foi eleito membro da Academia Nacional de Medicina em 2017, ocupando a Cadeira 40, da qual Jaime Poggi de Figueiredo é o patrono.